# Mitsubishi GS

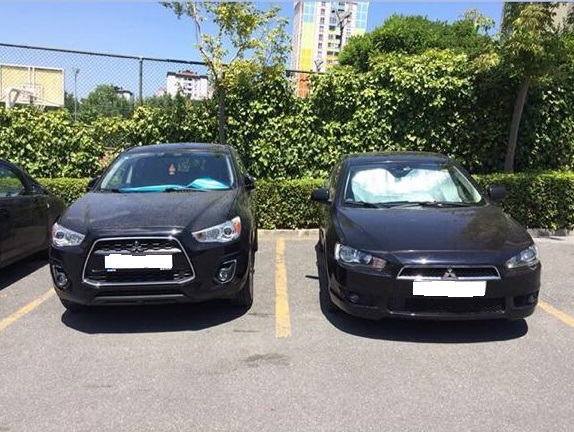
Mitsubishi ASX и Mitsubishi Lancer

Mitsubishi GS — платформа для компактных автомобилей, разрабатываемая компаниями Mitsubishi Motors и DaimlerChrysler с 2005 года.

## История
После распада партнёрства DaimlerChrysler и Mitsubishi в 2004 году компания DaimlerChrysler внесла существенные изменения в платформу, назвав её JS для среднеразмерных автомобилей и PM/MK для компактных автомобилей.
Платформа GS разрабатывается в Японии. На ней базируются все модели, кроме Mitsubishi RVR и Mitsubishi Outlander Sport, которые выпускались компанией Diamond-Star Motors в Нормале. Первым автомобилем на платформе Mitsubishi GS стал Mitsubishi Outlander.
Платформы PM и MK разрабатываются компанией Chrysler в Белвидире (Dodge Caliber и Jeep Compass), а платформа JS разрабатывается компанией Sterling Heights Assembly (Chrysler 200 и Dodge Avenger).
Компания Chrysler заявила, что Chrysler Sebring и Dodge Avenger не базировались на платформе GS.

## Продукция

### Mitsubishi
- 2006—2021 Mitsubishi Outlander
- 2007—2017 Mitsubishi Lancer
- 2007 — настоящее время Mitsubishi Delica D:5
- 2008—2016 Mitsubishi Lancer Evolution
- 2010 — настоящее время Mitsubishi ASX/RVR/Outlander Sport[3]
- 2017 — 2024 Mitsubishi Grand Lancer
- 2017 — настоящее время Mitsubishi Eclipse Cross

### Chrysler/Fiat
- 2007—2012 Dodge Caliber (PM)
- 2007—2017 Jeep Compass (MK49)
- 2007—2017 Jeep Patriot (MK74)
- 2007—2010 Chrysler Sebring (JS)
- 2008—2014 Dodge Avenger (JS)
- 2009—2020 Dodge Journey/Fiat Freemont (JC49)
- 2011—2014 Chrysler 200/Lancia Flavia (JS)

### Citroën/Peugeot
- 2007—2012 Citroën C-Crosser/Peugeot 4007[4]
- 2012—2017 Citroën C4 Aircross/Peugeot 4008

### Proton
- 2010—2015 Proton Inspira[5]